# ویازما

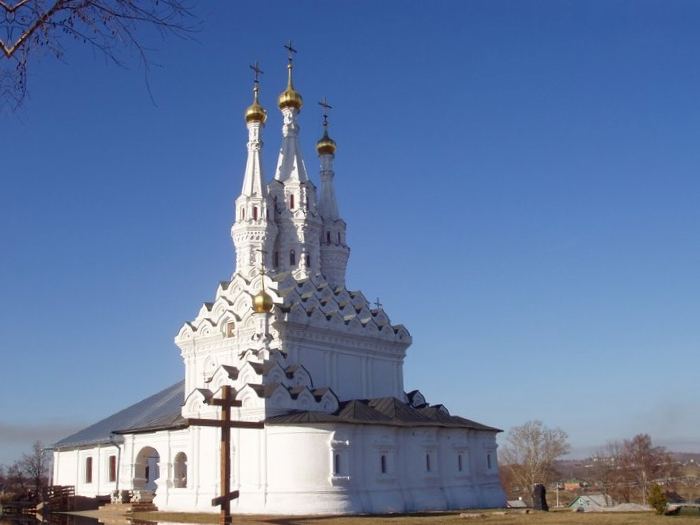
کلیسای هودگِتریا، یکی از سه کلیسای اصلی سه‌برجه در جهان.

ویازما (به روسی: Вя́зьма) یکی از شهرهای استان اسمولنسک روسیه است.
این شهر در تاریخ به عنوان سپری در غرب مسکو در برابر حملات عمل کرده‌است.